# Greenwich
Greenwich (pronuncia inglese /ˈɡrɛnɪtʃ/, /ˈɡrɛnɪdʒ/, /ˈɡrɪnɪtʃ/ o /ˈɡrɪnɪdʒ/; pronuncia italiana /ˈɡrinwitʃ/) è il principale quartiere del borgo reale londinese di Greenwich, situato a 9 km a sud est di Charing Cross.
Greenwich è nota per la sua storia marittima e per aver dato il nome al meridiano e al fuso orario omonimi. La monarchia britannica ha legami con questa cittadina perché ospita fin dal XV secolo il palazzo reale noto come Palace of Placentia; inoltre Greenwich è stato il luogo di nascita di parecchi reali della casata dei Tudor, tra cui Enrico VIII e Elisabetta I.
Questo palazzo è caduto in rovina durante la guerra civile inglese ed è stato ricostruito come Ospedale navale reale per marinai da Sir Christopher Wren e Nicholas Hawksmoor.
Il Palace of Placentia viene trasformato in Royal Naval College per l'educazione militare nel 1873, e rimane tale fino al 1998, quando il palazzo viene passato nelle mani della Fondazione di Greenwich.
Le storiche stanze di questo complesso di edifici sono aperte al pubblico; altri edifici del complesso sono invece utilizzati dall'Università di Greenwich e dal Conservatorio di musica e danza Trinity Laban.
La cittadina è diventata una popolare meta turistica nel XVIII secolo e, di conseguenza, parecchie ville sono state costruite, come il Castello Vanbrugh (1717), costruito sulla Maze Hill, nelle vicinanze del parco.
Nel XX secolo è stato celebrato il legame che Greenwich ha con il mare, con la "posa" del Cutty Sark e del Gipsy Moth IV di fronte al lungofiume, e con l'apertura del National Maritime Museum negli edifici che precedentemente ospitavano la Royal Hospital School nel 1934.

## Geografia fisica

### Confini
I confini di Greenwich sono:
- a ovest con Deptford (dal quale è divisa dal fiume Ravensbourne, localmente noto come Deptford Creek)
- a est con l'area precedentemente industriale di Greenwich Peninsula e il quartiere residenziale di Westcombe Park
- a nord con il fiume Tamigi (al di là del quale si trova l'Isle of Dogs)
- a sud la A2 segna il confine con Blackheath

### Topografia
La cittadina di Greenwich è stata costruita su un'area pianeggiante a sud della larga ansa del fiume Tamigi, in un punto dove la profondità del letto del fiume permetteva un sicuro ancoraggio.
A sud del quartiere, l'altitudine aumenta ripidamente; vi sono, infatti, 30 metri di dislivello tra il Parco di Greenwich e il quartiere di Blackheath. L'area più elevata consiste di uno strato sedimentario di suolo ghiaioso, conosciuto come i Letti di Blackheath (Blackheath Beds), sopra uno strato di roccia gessosa; sabbia e argilla, invece, sono comuni in strati inferiori, nelle prossimità del fiume. Questa caratteristica territoriale è comune alla maggior parte della zona sud-orientale di Londra.

### Clima
A Greenwich si trova una stazione meteorologica che serve la maggior parte della zona est e sud di Londra.
| Greenwich           | Mesi | Mesi | Mesi | Mesi | Mesi | Mesi | Mesi | Mesi | Mesi | Mesi | Mesi | Mesi | Stagioni | Stagioni | Stagioni | Stagioni | Anno  |
| Greenwich           | Gen  | Feb  | Mar  | Apr  | Mag  | Giu  | Lug  | Ago  | Set  | Ott  | Nov  | Dic  | Inv      | Pri      | Est      | Aut      | Anno  |
| ------------------- | ---- | ---- | ---- | ---- | ---- | ---- | ---- | ---- | ---- | ---- | ---- | ---- | -------- | -------- | -------- | -------- | ----- |
| T. max. media (°C)  | 8,3  | 8,5  | 11,4 | 14,2 | 17,7 | 20,7 | 23,2 | 22,9 | 20,9 | 15,6 | 11,4 | 8,6  | 8,5      | 14,4     | 22,3     | 16,0     | 15,3  |
| T. min. media (°C)  | 2,6  | 2,4  | 4,1  | 5,4  | 8,4  | 13,2 | 14,2 | 14,0 | 11,2 | 8,3  | 5,1  | 2,8  | 2,6      | 6,0      | 13,8     | 8,2      | 7,6   |
| Precipitazioni (mm) | 51,6 | 38,2 | 40,5 | 45,0 | 46,5 | 47,3 | 41,1 | 51,6 | 50,4 | 68,8 | 58,0 | 53,0 | 142,8    | 132,0    | 140,0    | 177,2    | 592,0 |

## Origini del nome
Denominato in tal modo dai colonizzatori vichinghi, Greenwich (in anglosassone, Grenewic) significa "luogo verde" (green) sulla baia (vig, wich) o nei pressi della foce di un fiume.
L'area divenne successivamente denominata East Greenwich per distinguerla da West Greenwich o Deptford Strand, che era la parte di Deptford più vicina alle rive del Tamigi; a partire dal XIX secolo, l'uso di East Greenwich per indicare l'intera cittadina di Greenwich è andato in disuso.
Solamente per uso  amministrativo e civile (tutte le registrazioni civili, a partire dal 1837, hanno adottato questo sistema), l'epiteto East e West continuavano a essere utilizzati per Greenwich: infatti, essendo Greenwich divisa in due Poor Law Union, la parte orientale del confine, che correva lungo l'attuale Church Street e Crooms Hill, era riferita come Greenwich East, mentre la parte a ovest del suddetto confine era Greenwich West.
A oggi, l'utilizzo degli epiteti East e West si fa secondo il confine del ward elettorale tra Greenwich West e Pensinsula, che corre attraverso il Royal Naval College e il National Maritime Museum.  Un articolo del Times dell'ottobre 1967 dichiara:

## Storia
Per un millennio Greenwich fu una parrocchia del Kent nella diocesi di Rochester. Parte della centena di Blackheath, fu solo con la costituzione del Metropolitan Board of Works che venne coinvolta nelle vicende della capitale, e in questo quadro fu elevata a capo di un distretto comprendente anche Deptford. Con la riforma amministrativa del 1900 della Contea di Londra, creata undici anni prima, Deptford ritrovò la sua autonomia, tranne però l’area dei Royal Docks, mentre a Greenwich furono aggregate Charlton-next-Woolwich e Kidbrooke andando a formare il borgo metropolitano di Greenwich, che a sua volta nel 1965 trovò la sua attuale collocazione nel borgo londinese di Greenwich.

## Monumenti e luoghi d'interesse

### Lungofiume (Riverfront)
Il Cutty Sark (un clipper varato nel 1869) è preservata in un molo ora asciutto lungo il fiume. Nel maggio del 2007, nel periodo in cui una gran parte della nave era stata smantellata per lavori di restaurazione, un grande incendio ha distrutto parte della nave: in questo incendio la maggior parte della struttura di legno al centro della nave è andata perduta.
Nei pressi del Cutty Sark, un edificio di forma circolare ospita l'entrata meridionale del tunnel pedonale di Greenwich. Questo tunnel, aperto nell'agosto del 1902 collega Greenwich con l'Isle of Dogs, sulla sponda settentrionale del Tamigi. Dall'uscita settentrionale del tunnel, che si trova nel quartiere di Island Gardens, si può ammirare la famosa vista dell'Ospedale di Greenwich, rappresentata dal Canaletto in un suo dipinto del 1750-2.
Nelle vicinanze del Cutty Sark è stata esposta per molti anni anche la Gipsy Moth IV, una checchia di 16 metri e mezzo, che, tra il 1966 e il 1967, Sir Francis Chichester ha utilizzato nella sua circumnavigazione del mondo durata 226 giorni. Nel 2004, la Gipsy Moth IV viene rimossa da Greenwich, e dopo lavori di restauro, ha completato una seconda circumnavigazione del mondo, nel 2007.
Proseguendo in direzione est lungo il lungofiume di Greenwich, si trova il complesso dell'Old Royal Naval College; varie parti di questo capolavoro di Sir Christopher Wren, amministrato dalla Greenwich Foundation, sono occupate da alcuni enti come l'università di Greenwich e il conservatorio di musica e danza Trinity Laban. Nel complesso si trova l'antica sala da pranzo del collegio, la Painted Hall (ingresso affrescato in italiano), affrescato da Sir James Thornhill, e la Cappella di San Pietro e Paolo, con un disegno interno di James Stuart. L'Old Royal Naval College, in particolare nell'edificio King William, ha avuto un reattore nucleare, noto come Reattore JASON; questo reattore che era in operazione tra il 1962 e il 1996, è stato messo fuori uso e rimosso nel 1999.
A est dell'Old Naval College si trova l'ospizio Trinity Hospital, che, essendo fondato nel 1613, è il più antico edificio ancora presente del centro del quartiere. Questo edificio si trova di fianco alla centrale elettrica di Greenwich; questo edificio in mattoni, costruito tra il 1902 e il 1910, inizialmente era una centrale energetica a carbone ed era utilizzato per fornire energia inizialmente all'antica rete tranviaria di Londra e successivamente alla metropolitana. A oggi, questa centrale elettrica è una stazione elettrica che, utilizzando gas e petrolio, fornisce energia alle stazioni della metropolitana di Londra.
L'O2 Arena (precedentemente nota come Millennium Dome) è stata costruita sulla penisola di Greenwich, su un terreno precedentemente occupato dalle Officine del gas di Greenwich Est. L'O2 Arena, raggiungibile dalla stazione di North Greenwich, si trova a circa 5 km a est del centro di Greenwich, a nord ovest di Charlton. Sulla penisola di Greenwich, a sud del Millennium Dome, si trova il Greenwich Millennium Village, un nuovo quartiere nato come sviluppo residenziale di rigenerazione urbana.

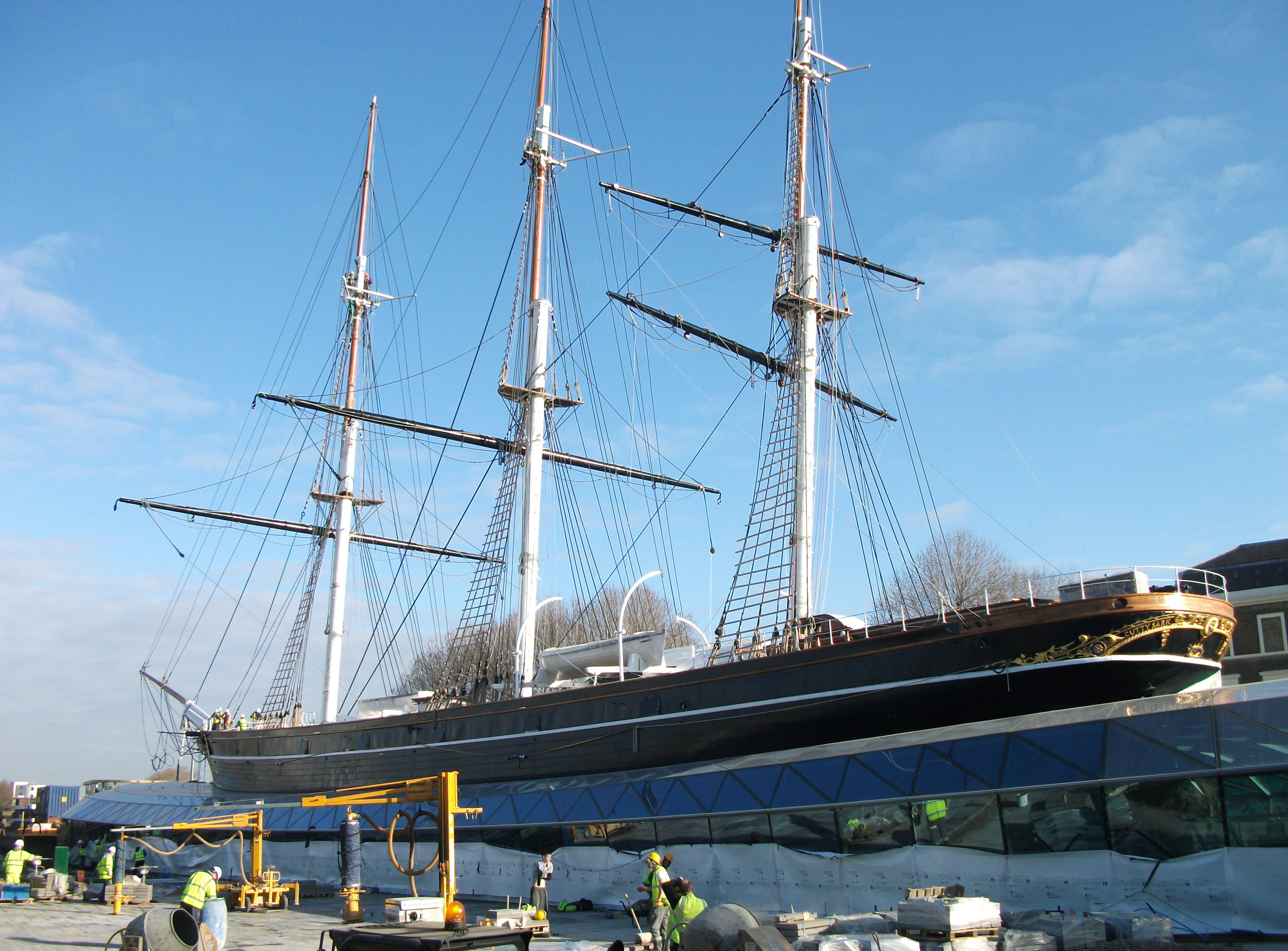
Il Cutty Sark nel 2012
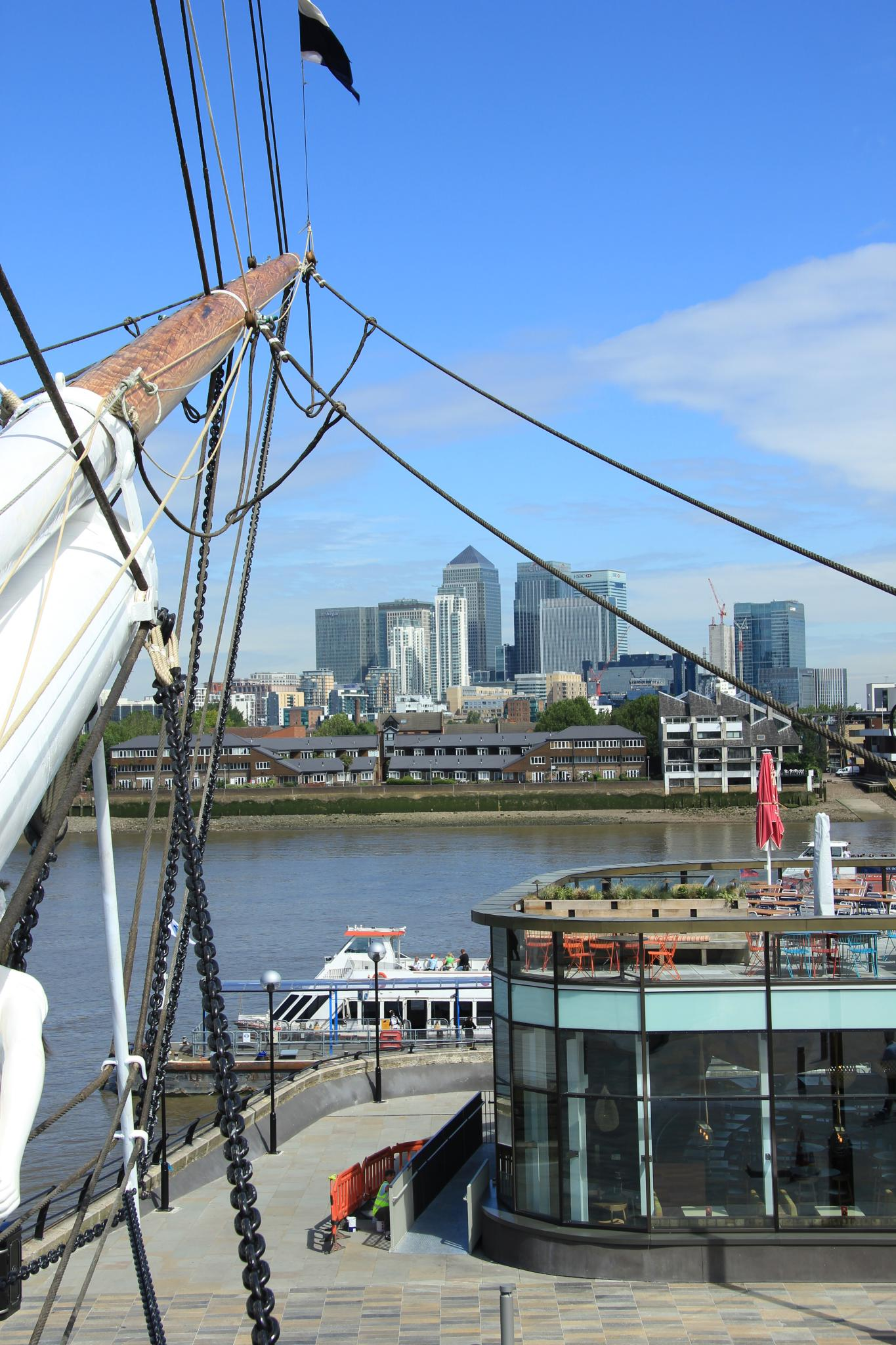
Canary Wharf vista dal Cutty Sark
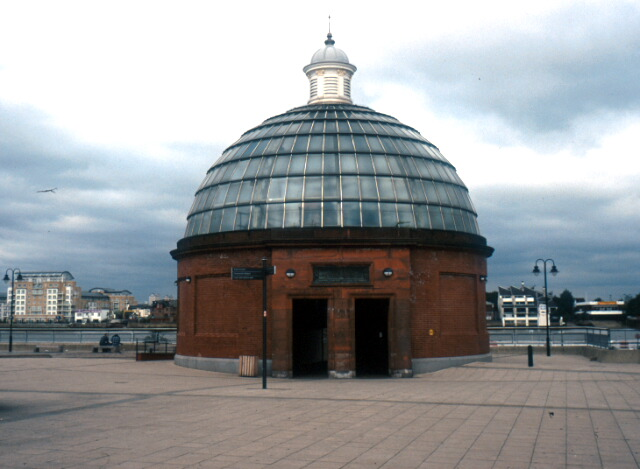
Entrata meridionale del tunnel pedonale di Greenwich
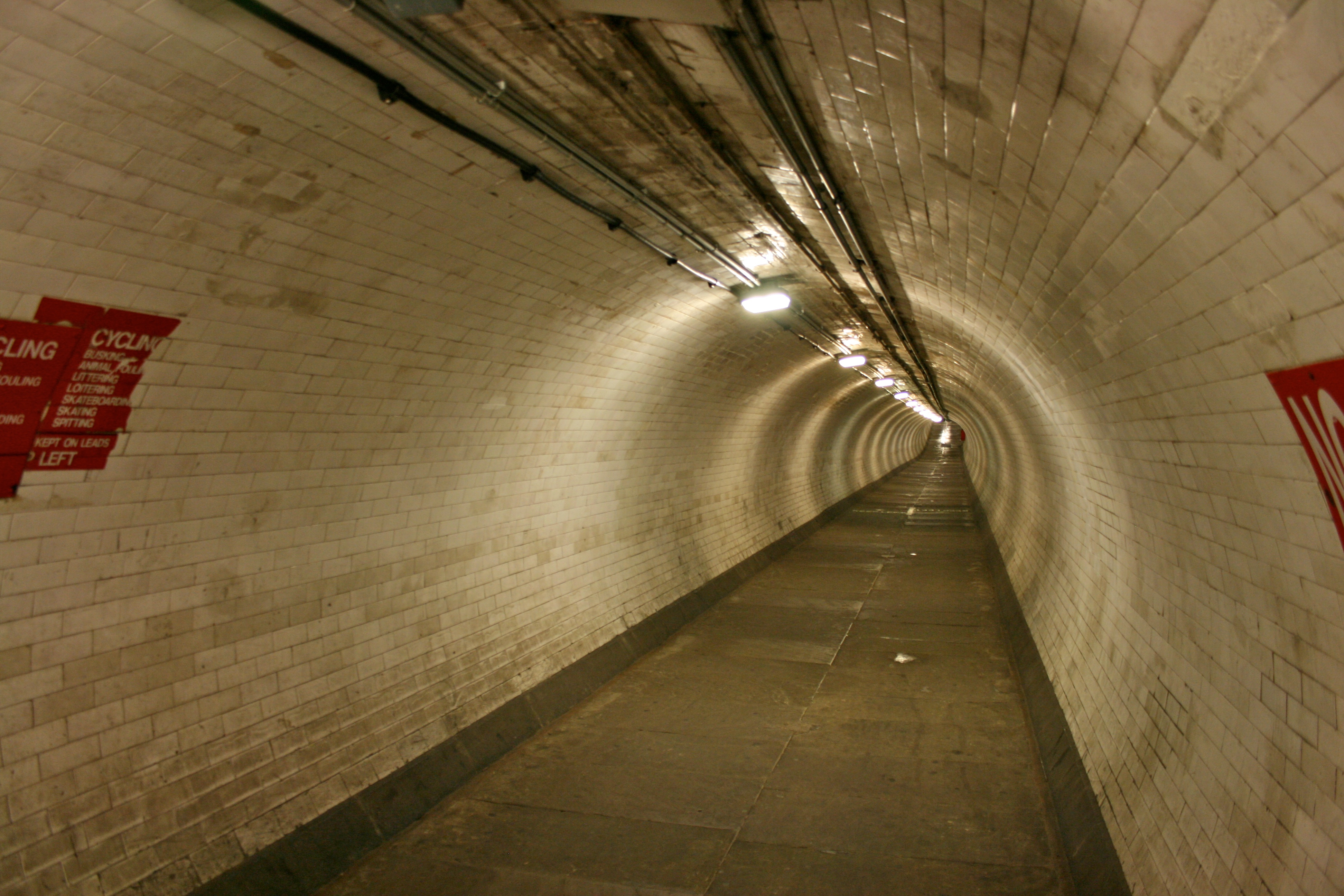
Interno del tunnel pedonale
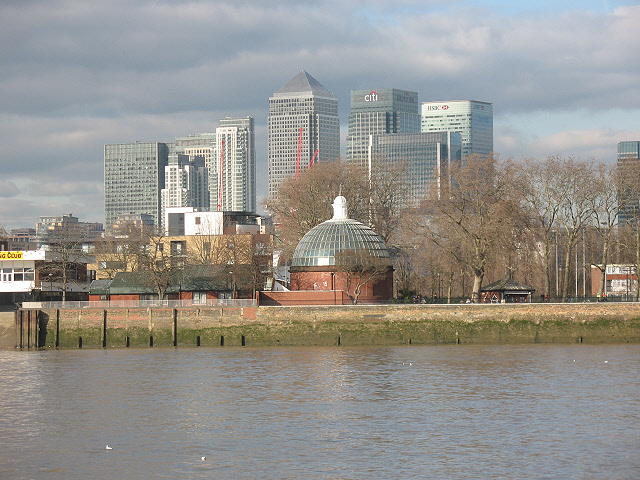
Entrata settentrionale (sull'Isle of Dogs) del tunnel pedonale, vista da Greenwich
La Gypsy Moth IV prima della rimozione da Greenwich
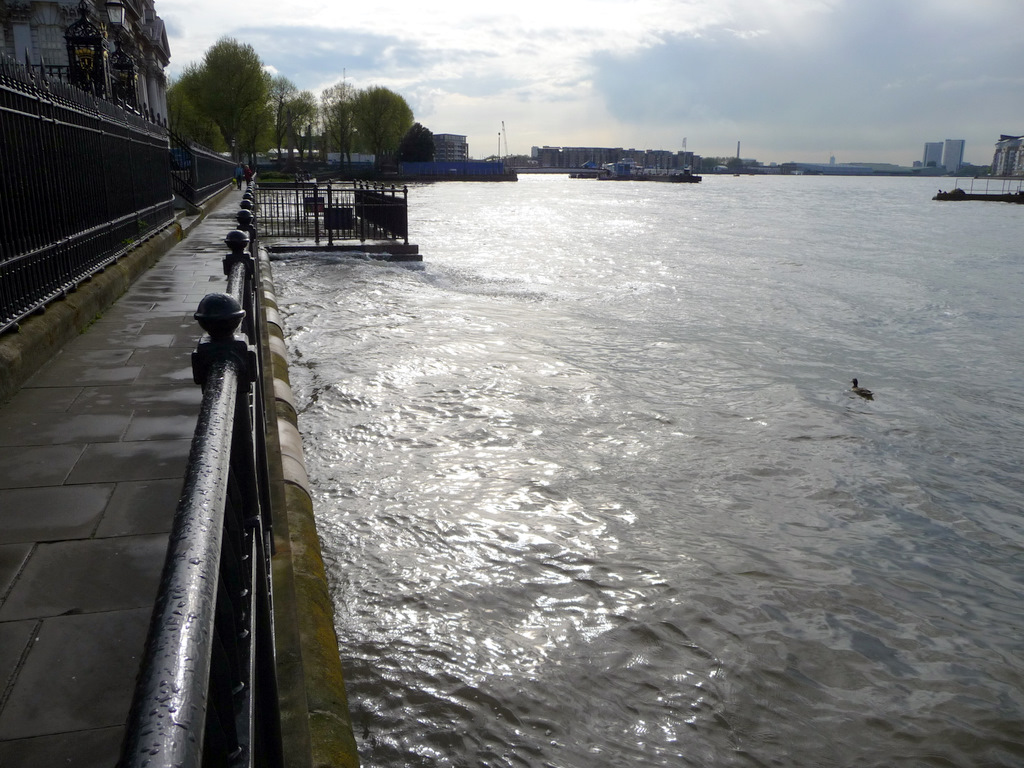
Il lungofiume di Greenwich (di fronte al Old Royal Naval College, sulla destra) durante l'alta marea
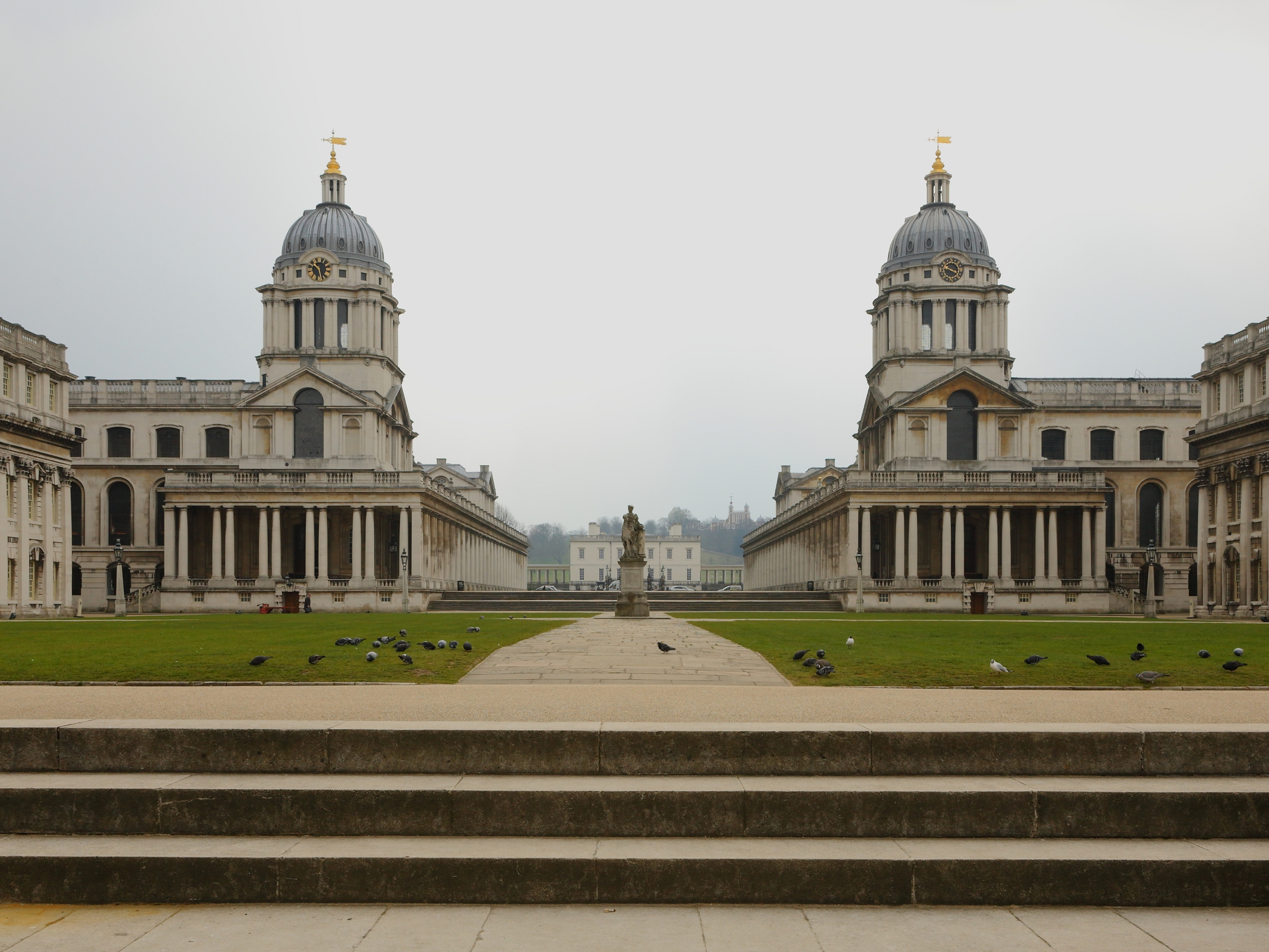
Il complesso dell'Old Royal Naval College visto dal lungofiume
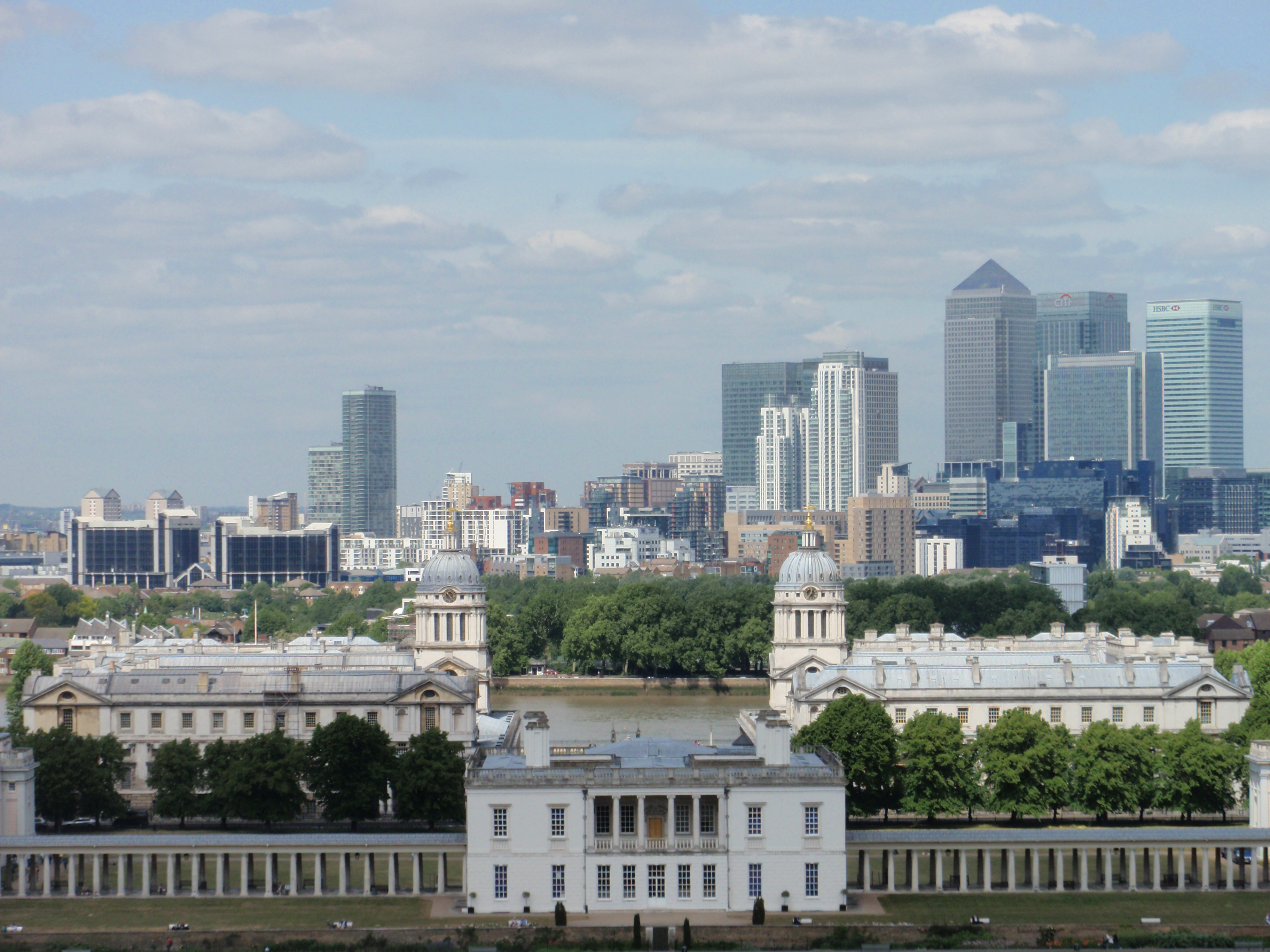
Il complesso dell'Old Royal Naval College visto da sud
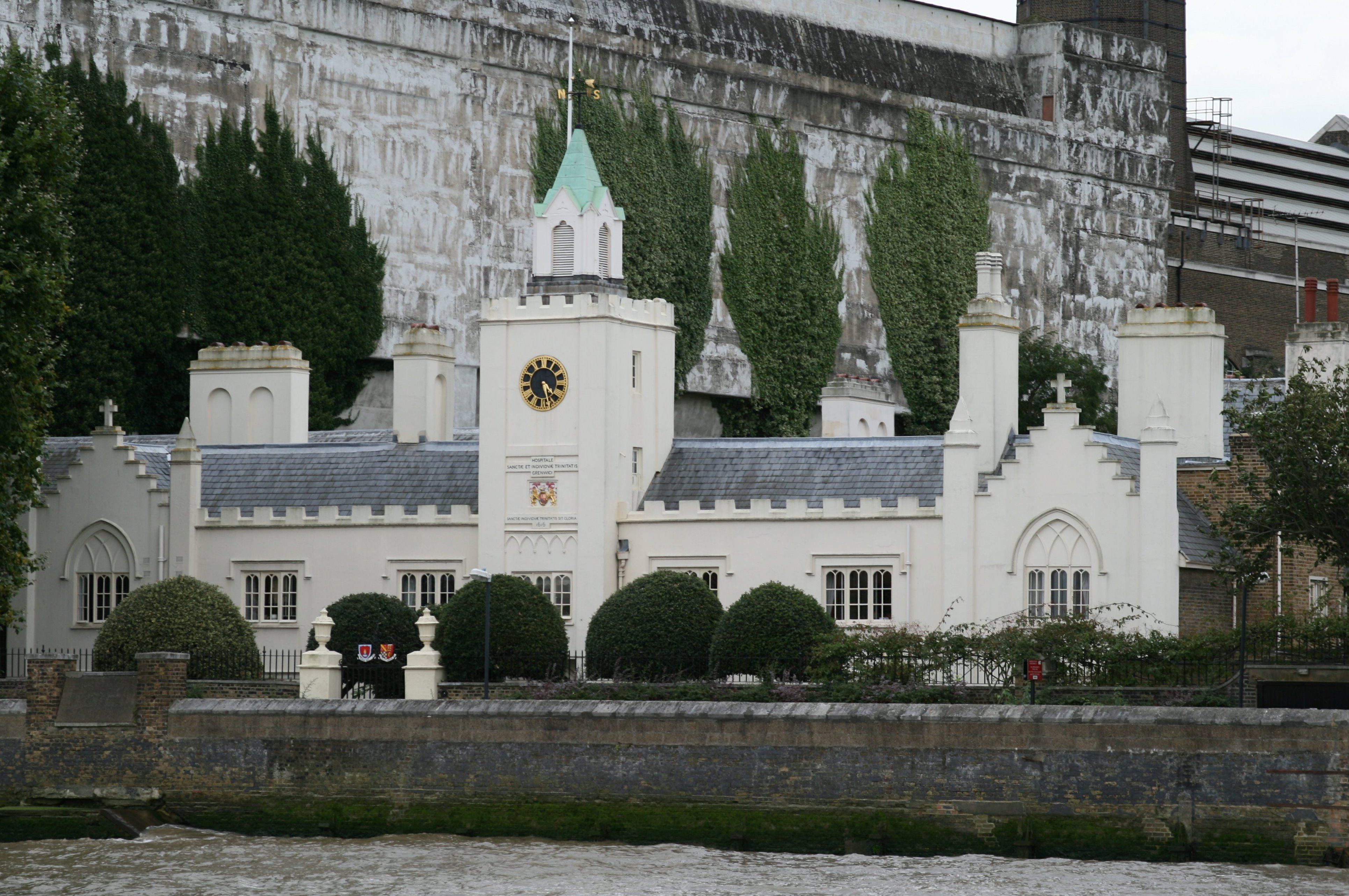
Il Trinity Hospital
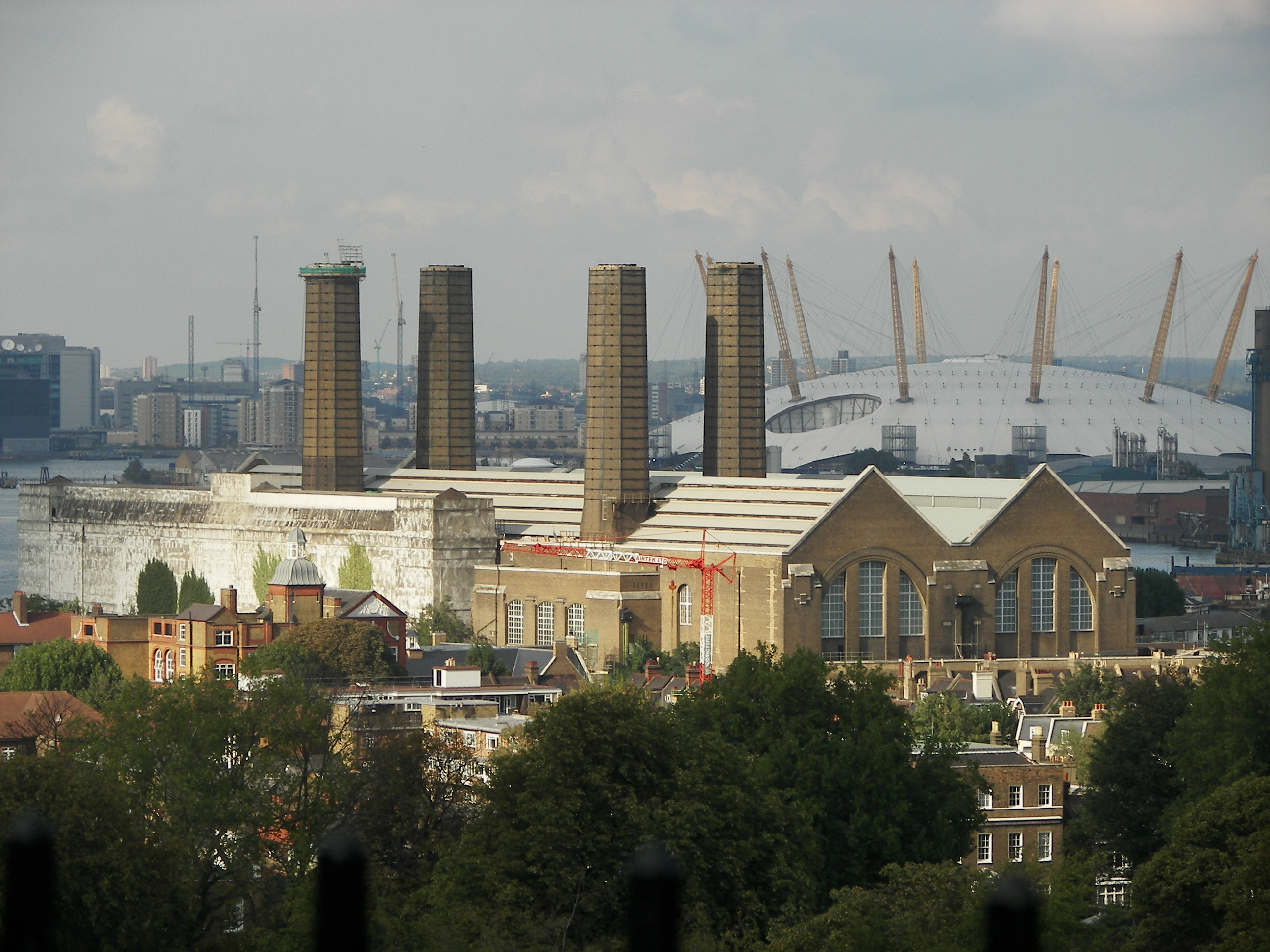
La centrale elettrica di Greenwich vista dall'osservatorio reale
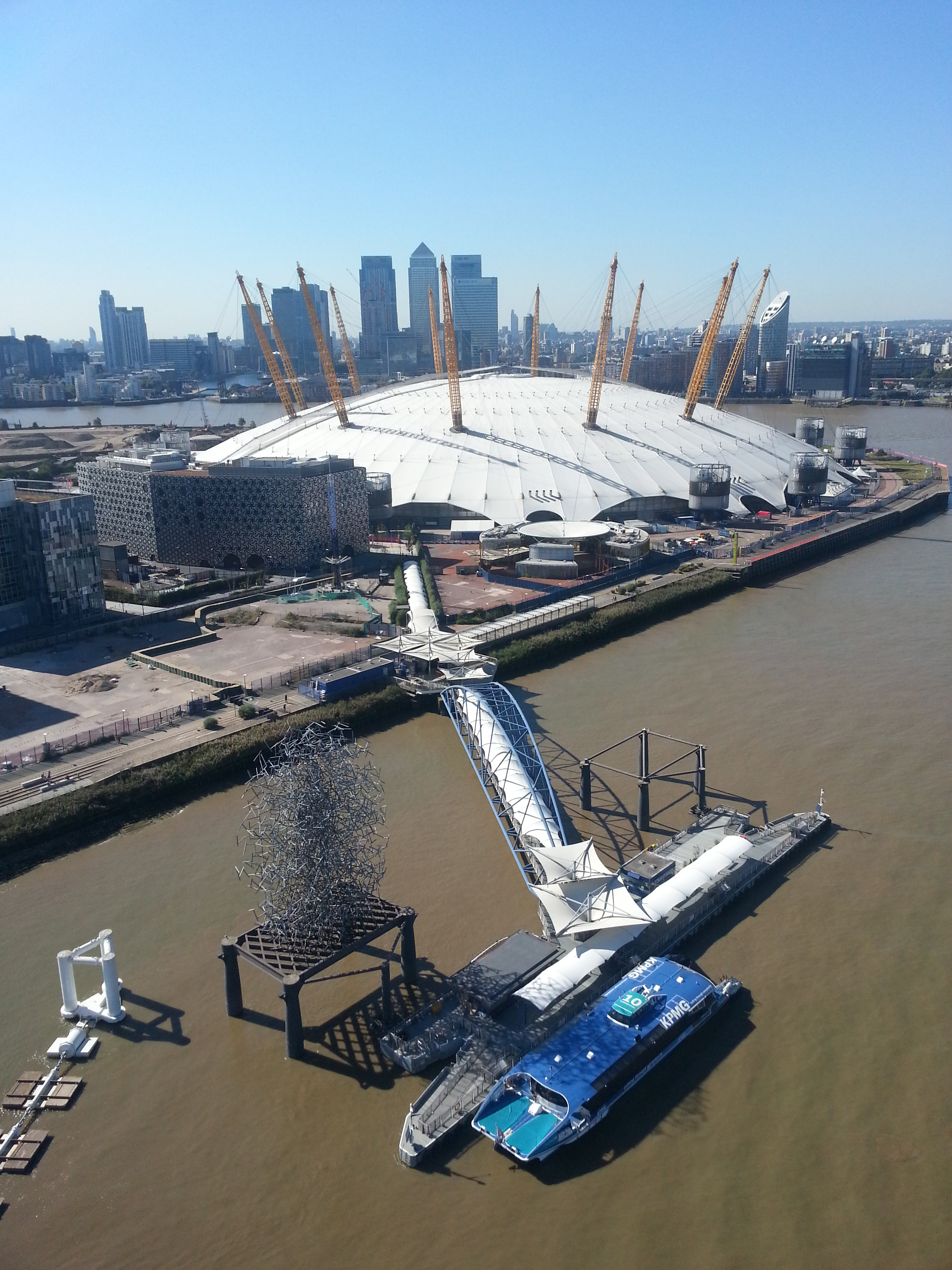
La O2 Arena
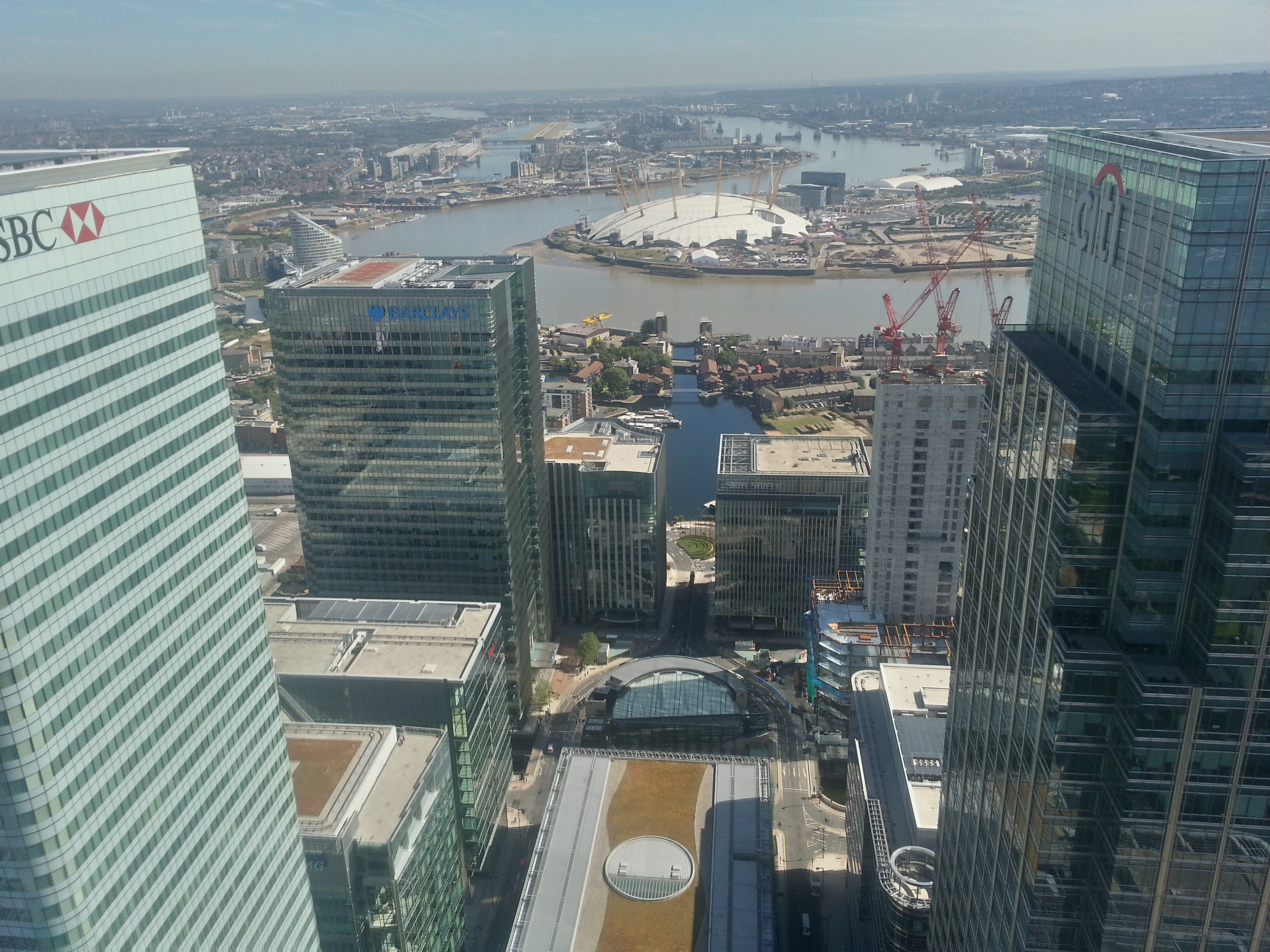
La O2 Arena vista da Canary Wharf
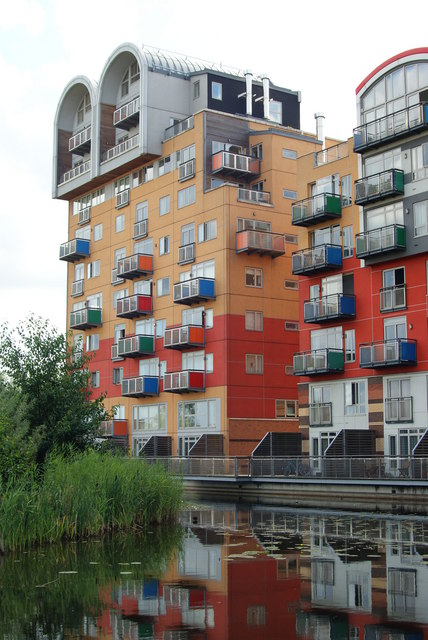
Edificio del Greenwich Millennium Village

### Parco di Greenwich
Alle spalle dell'Old Royal Naval College si trova il National Maritime Museum, ospitato in edifici, progettati da Inigo Jones, posizionati a forma di ferro di cavallo attorno alla Queen's House. A sud di questo edificio si trova il Parco di Greenwich, uno dei parchi reali londinesi, di 0,7 km²; questo parco fu il terreno di caccia del Palazzo Reale di Placentia fino al XVII secolo, quando l'architetto André Le Nôtre progettò la sua sistemazione. L'accesso al pubblico è stato possibile, però, solamente dal XVIII secolo.
Il parco si trova sul territorio collinoso a sud di Greenwich, noto come Blackheath Beds, e si estende verso sud fino al quartiere di Blackheath. Sulla cima di questa collina, di fianco all'Osservatorio reale (noto perché vi passa il meridiano fondamentale), si trova una statua di James Wolfe, il comandante della spedizione inglese per la conquista del Québec.
Prima che venisse adottato il tempo coordinato universale, veniva utilizzato il Greenwich Mean Time, che era in base alle osservazioni fatte dall'osservatorio reale. Benché l'osservatorio non sia più in uso a Greenwich, una sfera continua a scendere ogni giorno per segnare il momento esatto dell'1 p.m.; inoltre, gli interni dell'osservatorio sono stati adibiti a museo nel quale sono esposti un importante numero di strumenti astronomici e di strumenti di navigazione, in particolare i cronometri marini di John Harrison.
All'estremità meridionale del parco, al confine con il quartiere di Blackheath, si trova la casa del Ranger, una villa in stile palladiano che ospita dal 2002 la collezione di arte Wernher Collection. All'estremità orientale del parco, nella zona di Maze Hill, invece, si trova il castello di Vanbrugh, disegnato e costruito da John Vanbrugh per la sua famiglia.

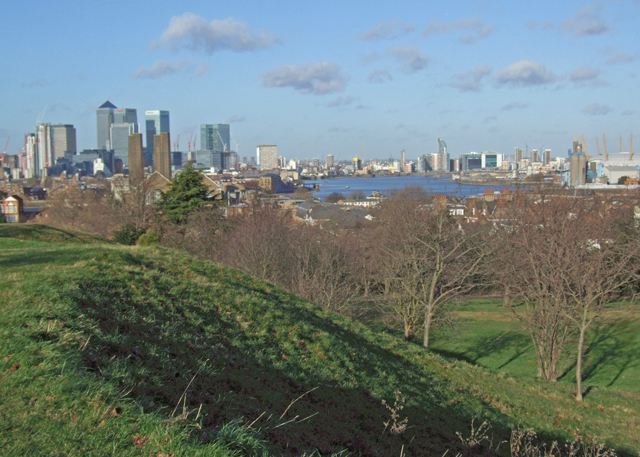
Veduta verso nord dal parco di Greenwich
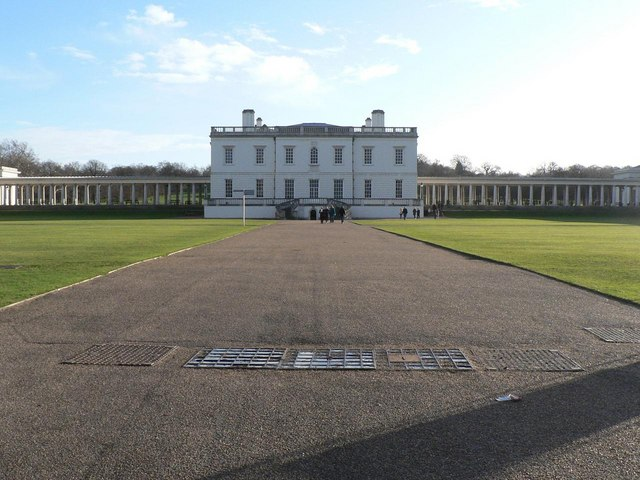
La Queen's House; alle spalle di questo edificio si trova il parco di Greenwich
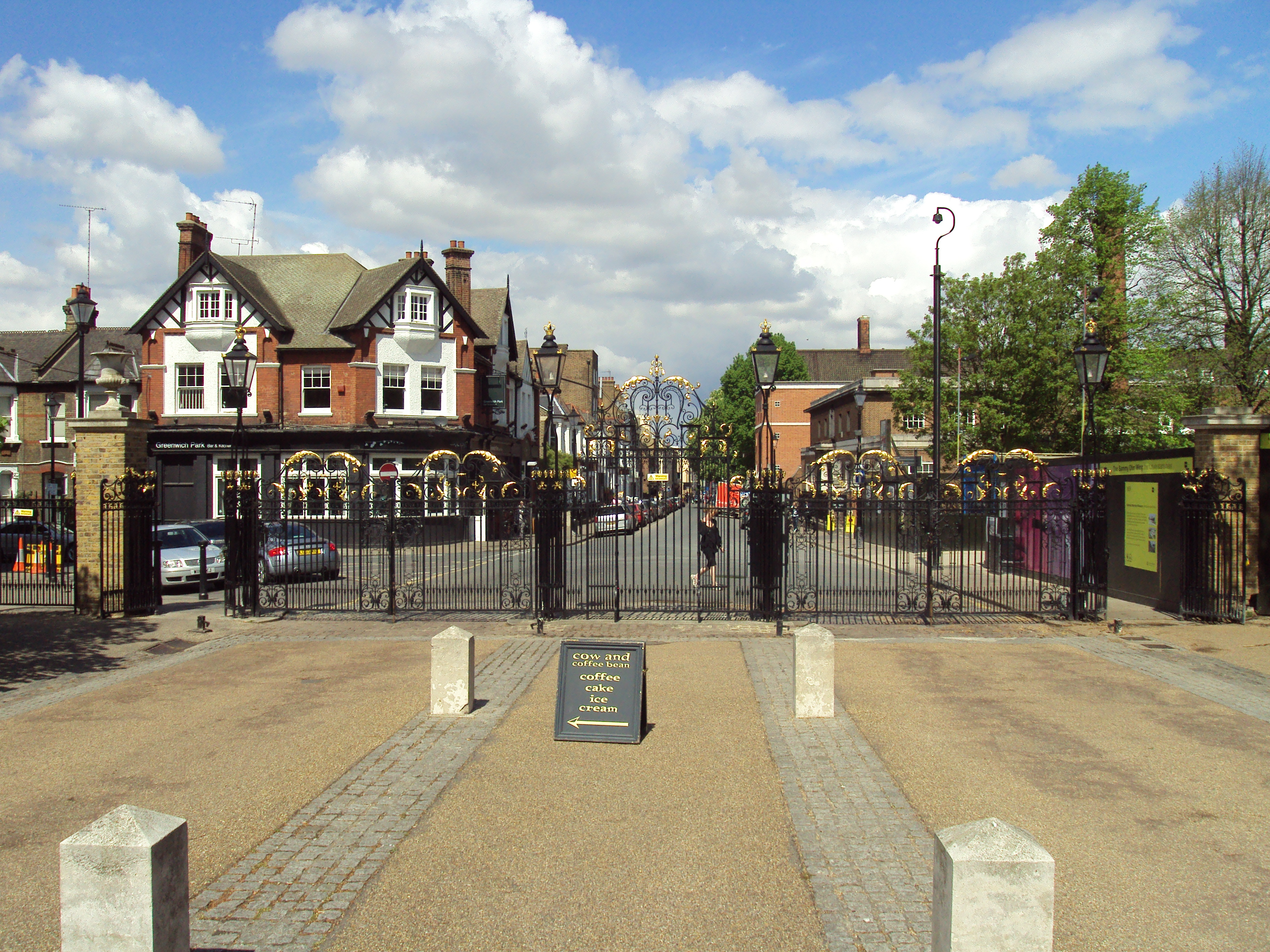
Cancello meridionale del parco
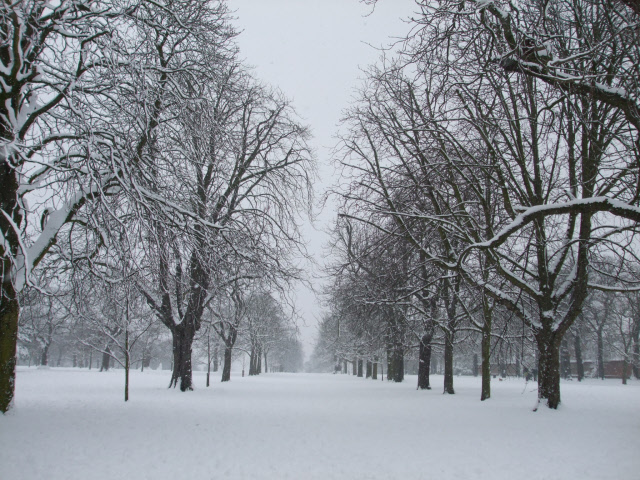
Parco di Greenwich in inverno
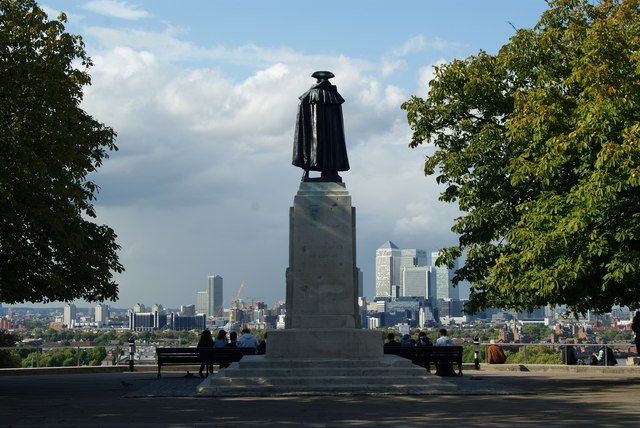
Statua del gen. Wolfe
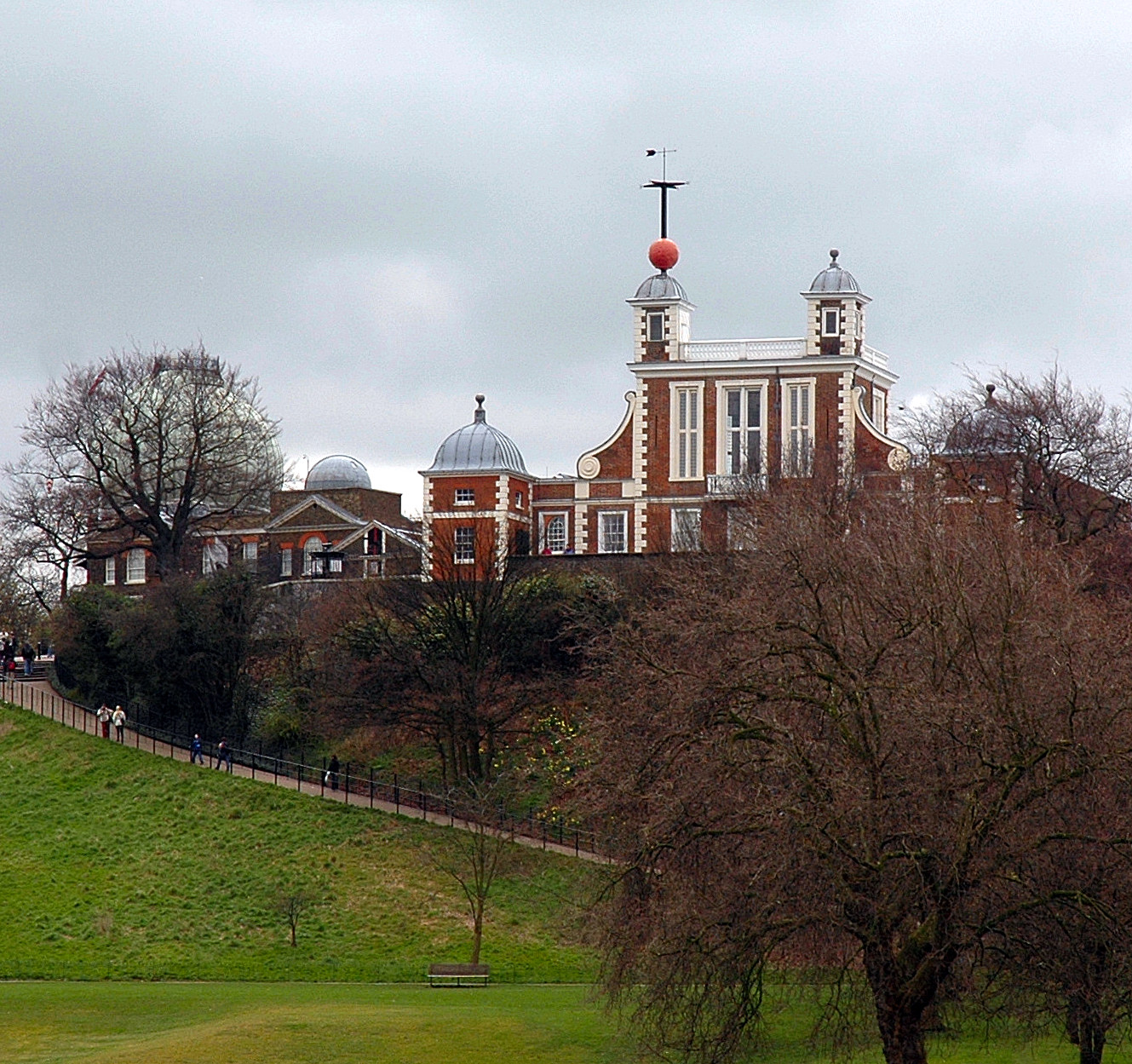
Osservatorio reale di Greenwich
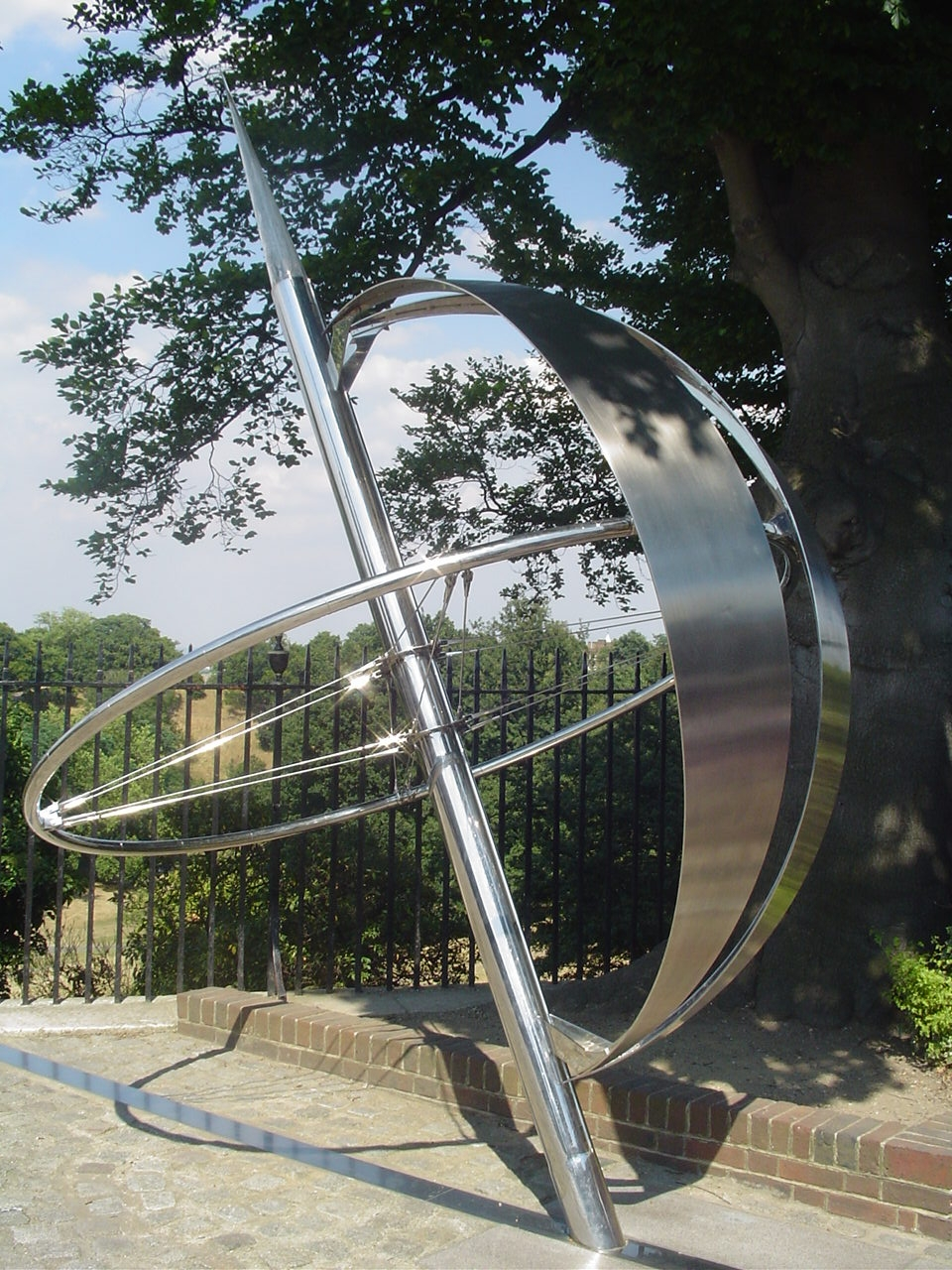
Meridiano di Greenwich
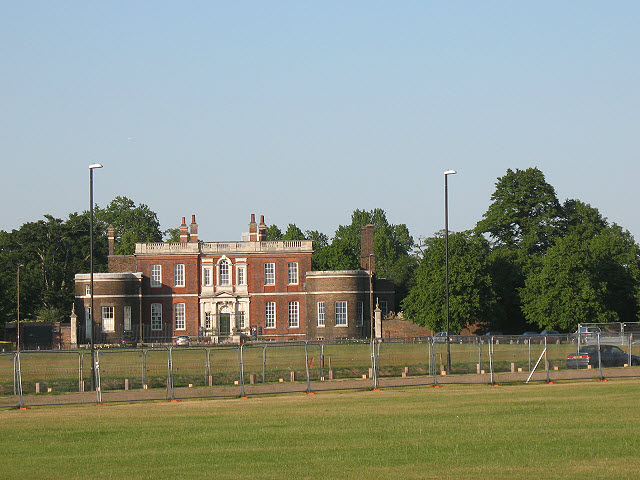
La Casa del Ranger a Blackheath
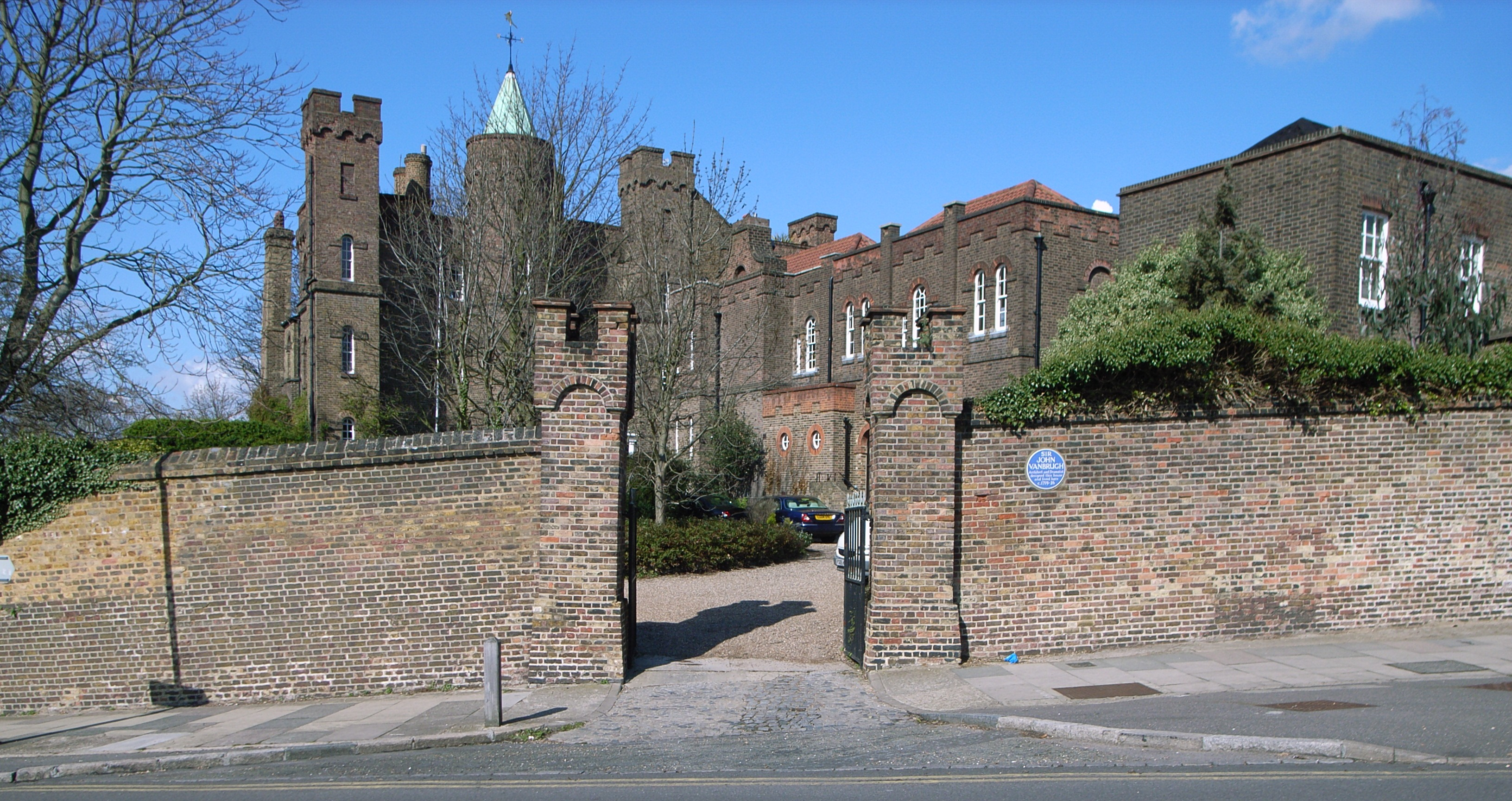
Il Castello di Vanbrugh

### Zona centrale

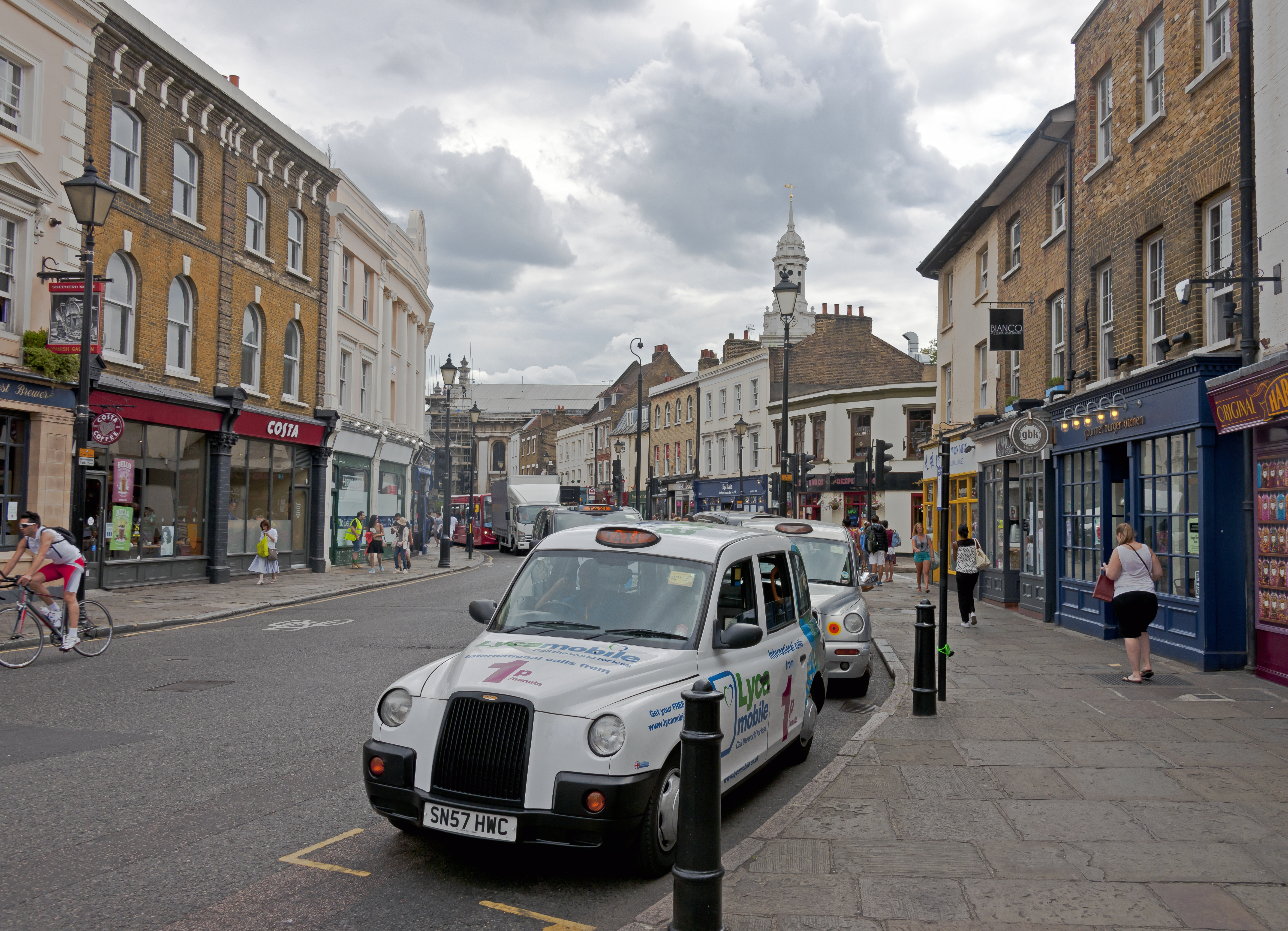
Centro di Greenwich

La zona centrale di Greenwich, caratterizzata da edifici in stile georgiano e vittoriano, si estende a ovest del parco e del Royal Naval College. Questa zona si estende attorno al noto mercato coperto del quartiere, il Greenwich Market, e al cinema d'essai Greenwich Cinema.
Su per la collina dal centro, si trovano sono molte strade sulle quali si affacciano case in stile georgiano; lungo una di queste, più precisamente lungo la Croom's Hill, si trova il Fan Museum, che è il primo museo (aperto nel 1991) dedicato ai ventagli. Nelle vicinanze all'incrocio della collina di Croom con Nevada Street, vi è il Greenwich Theatre (precedentemente noto come Crowder Music Hall), che è uno dei due teatri di Greenwich, l'altro è il Greenwich Playhouse, il quale è stato tuttavia chiuso nel 2012.

### Chiesa parrocchiale di Greenwich

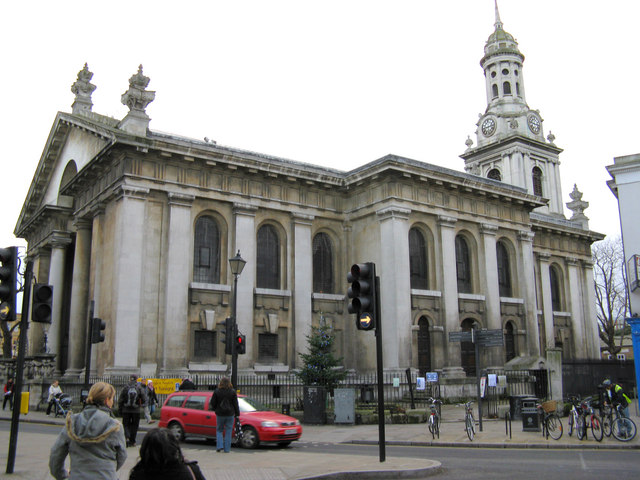
St Alphege's Church

Anche nella zona centrale di Greenwich, alla giunzione dalla Greenwich Church Street con la Nelson Road, si trova la chiesa parrocchiale anglicana della cittadina. È dedicata a Elfego di Canterbury (St Alphege's Church, o St Alfege's Church) ed è situata approssimata al sito dove il santo stato martirizzato. L'edificio originale stato danneggiato in una tempesta nel 1710, è stato riedificato dal 1712 a 1714 ai disegni di Nicholas Hawksmoor, come una delle sue "sei chiese di Londra". Il compositore Thomas Tallis, il generale e conquistatore di Quebec James Wolfe, e l'esploratore del Canada Henry Kelsey sono sepolti nella chiesa.

### Mercato di Greenwich

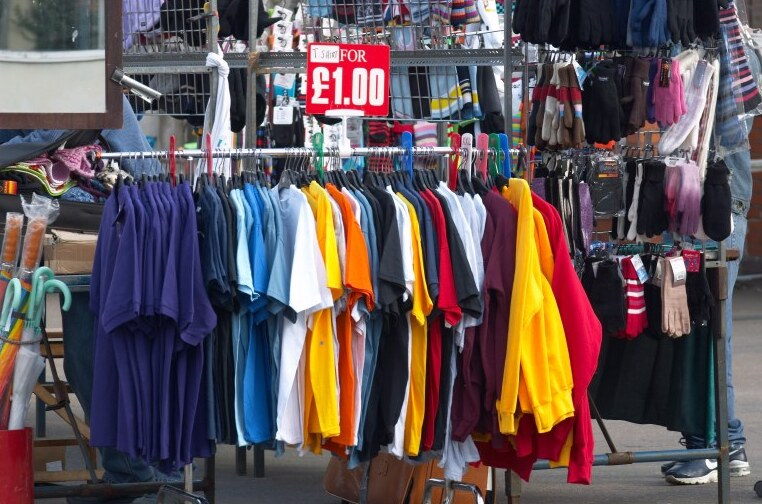
Greenwich Market

La cittadina di Greenwich ospita un mercato sin dal XIV secolo, ma la storia del mercato attuale risale solo al 1700, quando una legge stipulata da Henry Sidney, I conte di Romney ha permesso di gestire due mercati a settimana, il mercoledì e il sabato, ai commissari del Greenwich Hospital per 1 000 anni.
Il mercato si trova all'interno del "sito dell'isola", delimitato dalla College Approach, dalla Greenwich Church Street, dalla King William Walk e dalla Nelson Road, nei pressi del National Maritime Museum e il Royal Observatory.
Gli edifici che circondano il mercato sono classificati come monumenti di grado II e sono stati costruiti tra il 1827 e il 1833 sotto la direzione di Joseph Kay, mentre la costruzione del tetto del mercato risale nel periodo tra il 1902 e il 1908. Successivi sviluppi significativi si sono verificati nel 1958-60 e nel corso gli anni ottanta.
Il proprietario del terreno, il Greenwich Hospital, intende riqualificare e rigenerare la struttura nel 2013.

## Cultura

### Patrimonio dell'umanità
Nel 1997, la zona nota come Maritime Greenwich è stata aggiunta alla lista dei patrimoni mondiali dell'umanità, per la concentrazione e la qualità degli edifici di interesse storico e architettonico.
Questa zona può essere suddivisa in tre zone:
- il lungofiume;
- il Greenwich Park;
- il centro della città georgiana e vittoriana.

In riconoscimento dei collegamenti astronomici della cittadina, inoltre, l'asteroide 2830 è stato nominato "Greenwich".

### Discover Greenwich Visitor Centre
Il Discover Greenwich Visitor Centre ("Centro visitatori Scopri Greenwich" in italiano) fornisce un'introduzione alla storia e alle attrazioni di Greenwich classificate come patrimonio dell'umanità.
Si trova nei Pepys Buildings vicino al Cutty Sark all'interno dei terreni della Old Royal Naval College (ex Ospedale di Greenwich). Il centro è stato inaugurato nel marzo 2010 e l'ingresso è libero.
Il Centro spiega la storia di Greenwich come residenza reale e di un centro marittimo. L'esposizione comprende: 
- la storia del Palazzo di Placentia;
- modelli di disegni originali di Christopher Wren per il Greenwich Hospital;
- sei delle teste scolpite originariamente destinate a decorare l'esterno della Sala Dipinta del Collegio;
- una mostra riguardante Maritime Greenwich e i suoi collegamenti con il mare e l'esplorazione;
- "By Wisdom as much as War", una mostra sulla storia della Royal Naval College nel corso degli anni era occupato dal Greenwich Hospital (1873-1998).

### Greenwich Heritage Centre
Greenwich Heritage Centre ("Centro patrimonio di Greenwich", in italiano) è un museo e una risorsa di storia locale gestito dal borgo reale di Greenwich, e ha sede in Artillery Square, nel Regio Arsenale del quartiere di Woolwich. Il centro è stato fondato nel mese di ottobre del 2003, accumulando materiali che erano esposti al Borough Museum di Greenwich e la biblioteca di storia locale (in precedenza nella Woodlands House di Westcombe Park).

### Istruzione
Il campus principale dell'Università di Greenwich è situato all'interno dei caratteristici edifici dell'antico Royal Naval College. L'università ha altri campus presso Avery Hill a Eltham e a Medway.
Nelle vicinanze del campus di Greenwich, all'interno dell'antico Greenwich Hospital ha sede il conservatorio di musica e danza Trinity Laban.
Le scuole secondarie presenti nell'area di Greenwich sono la John Roan School, fondata nel 1677, e la scuola cattolica romana femminile St. Ursula's Convent School, fondata nel 1850.

## Infrastrutture e trasporti

### Ferrovie

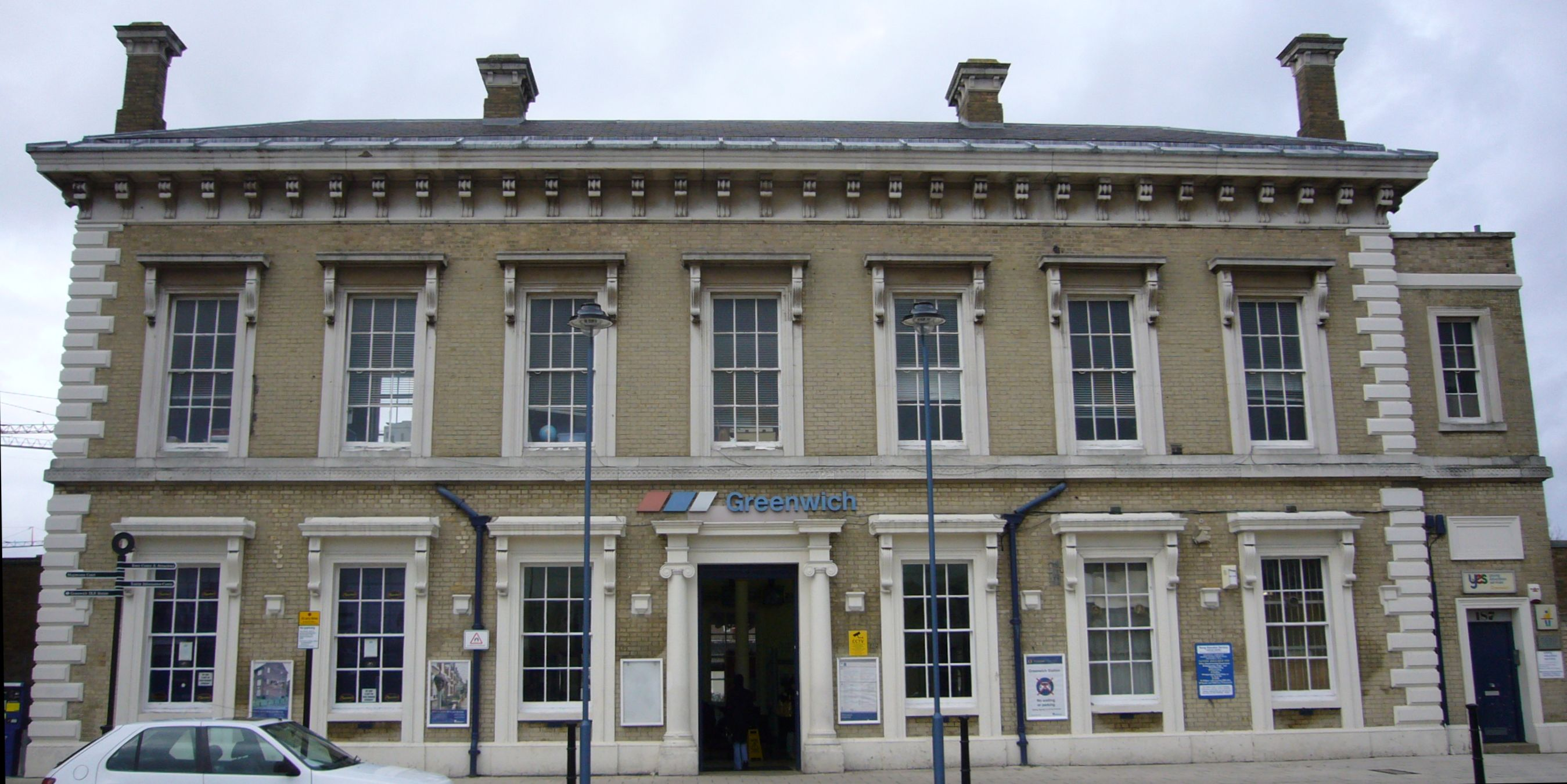
Stazione di Greenwich

Greenwich è servita da due stazioni, la stazione di Greenwich e quella di Maze Hill che fornisce collegamenti ferroviari con Londra Cannon Street, Barnehurst, Dartford e Gillingham.
Greenwich è inoltre servita dalla linea Docklands Light Railway, con servizi dalla stazione di Greenwich e dalla stazione di Cutty Sark per Lewisham, Stratford e Bank.

### Autobus
| Linea | Percorso                              | Via                                                                                             | Operatore             | Servizio |
| 129   | North Greenwich - Greenwich           | East Greenwich                                                                                  | London Central        | Giornaliero. (EN) Times (PDF), su londonbusroutes.net, giugno 2019. URL consultato il 6 ottobre 2020 (archiviato dall'url originale il 15 luglio 2014). |
| 177   | Peckham - Thamesmead                  | Plumstead Station- Woolwich - Greenwich - New Cross                                             | Stagecoach London     | Giornaliero. Times |
| 180   | Belvedere Industrial Area - Lewisham  | Abbey Wood Station- Woolwich - Greenwich                                                        | London General        | Giornaliero. Times |
| 188   | North Greenwich - Russell Square      | Greenwich - Canada Water - Bermondsey - Waterloo Station                                        | Abellio London        | h24. Times |
| 199   | Bellingham - Canada Water             | Catford - Lewisham - Greenwich - Surrey Quays                                                   | Stagecoach London     | Giornaliero. Times |
| 286   | Sidcup - Greenwich                    | Avery Hill - Eltham Station- Blackheath                                                         | Arriva Kent Thameside | Giornaliero. Times |
| 386   | Woolwich Arsenal - Blackheath Village | Queen Elizabeth Hospital - Kidbrooke - Greenwich                                                | Stagecoach London     | Giornaliero. Times |
| N1    | Thamesmead - Tottenham Court Road     | Plumstead Station- Woolwich - Greenwich - South Bermondsey Station - Waterloo Station - Holborn | London General        | Notturno. Times |

### Trasporti fluviali
Grazie alla posizione del quartiere, Greenwich è servita anche da un certo numero di servizi di trasporto fluviali, gestiti da London River Services, che attraccano presso l'imbarcadero che si trova di fronte al Cutty Sark. Il servizio principale include il servizio pendolare lungo il Tamigi, gestito con dei catamarani, gestito da Thames Clippe da Embankment a Woolwich Arsenal, via Tower Millennium, Canary Wharf e Greenwich. Altri servizi presenti presso il molo di Greenwich sono il servizio di crociera Westminster-Greenwich di Thames River Services e la crociera turistica City Cruises via Westminster, Waterloo e la Torre di Londra.

### Percorsi ciclo-pedonali
Il percorso ciclo-pedonale Thames Path corre lungo il lungofiume anche attraverso, tra le altre località attraversate, Greenwich.
Un collegamento tra la sponda meridionale del fiume, sulla quale si trova Greenwich, e quella settentrionale, sull'Isle of Dogs è fornita dalla presenza di una galleria pedonale sotto il Tamigi. Attraverso questa galleria, nonostante non sia permesso l'utilizzo di velivoli, corre il percorso NCR1 della rete ciclistica nazionale britannica.

## Amministrazione
Greenwich si trova divisa nelle circoscrizioni "Greenwich West" e "Peninsula" del borgo reale di Greenwich, che è stato formato nel 1965 dalla fusione del precedente borgo metropolitano di Greenwich con il borgo metropolitano di Woolwich (a eccezione delle aree che si trovavano sulla sponda settentrionale del Tamigi, ovvero Woolwich North). Con le circoscrizioni di Blackheath Westcombe, Charlton, Glyndon, Woolwich Riverside e Woolwich Common, le due circoscrizioni in cui il quartiere è diviso eleggono un Membro del Parlamento (MP) per il collegio elettorale di Greenwich e Woolwich. Attualmente tale seggio è occupato da Matthew Pennycook.